# Guillaume Budé

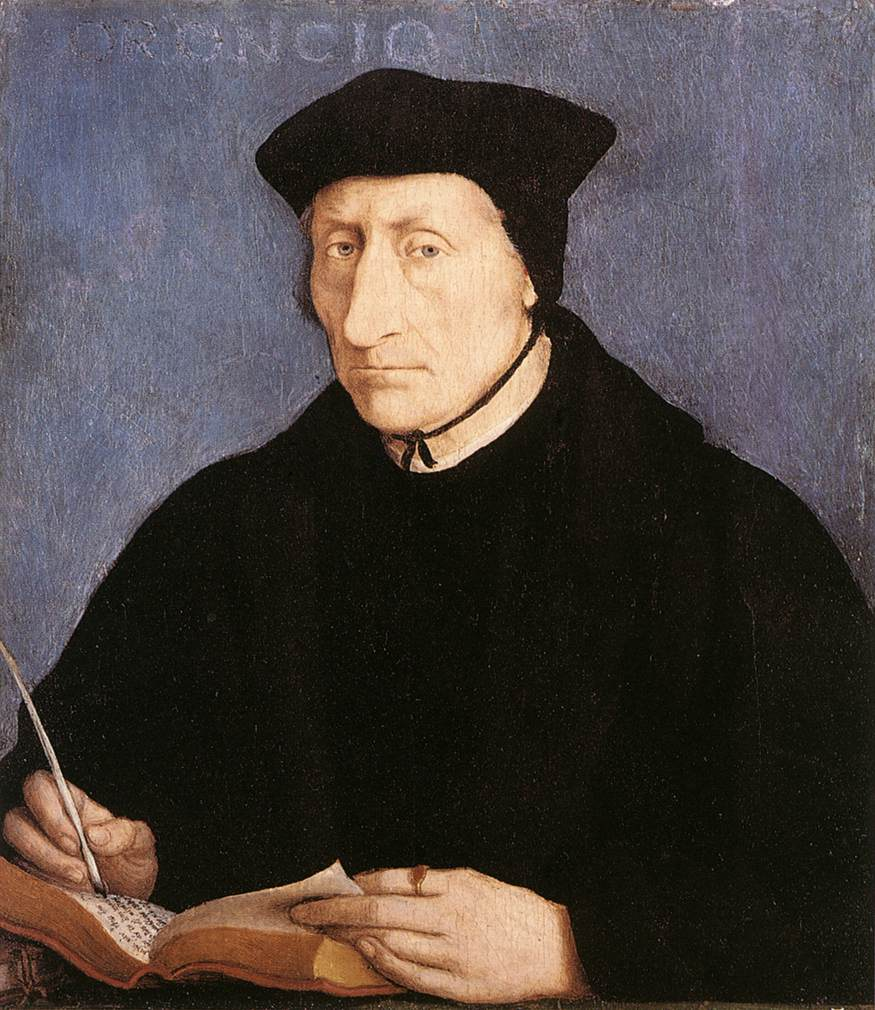
Jean Clouet: Guillaume Budé, 1536

Guillaume Budé (ur. 26 stycznia 1467, zm. 23 sierpnia 1540) – francuski bibliotekarz, pisarz, filozof, hellenista. 

## Życiorys
Przyczynił się do powstania w 1530 Collège de France. Zainicjował badania nad grecystyką. Założone w 1917 towarzystwo naukowe  Assiociation Guillaume Budé ma na celu popieranie badań z zakresu kultury antycznej.

## Wybrane publikacje

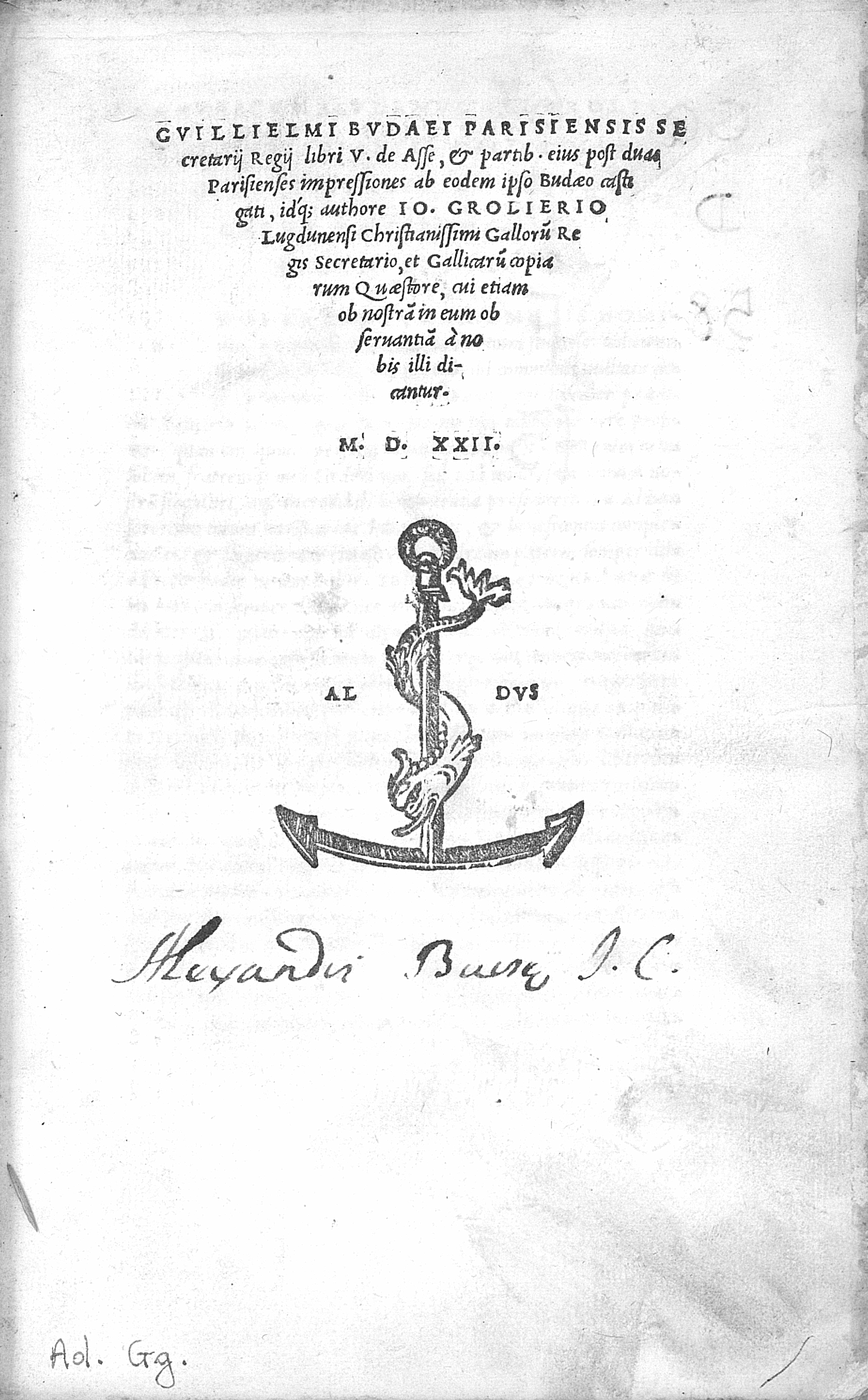
Libri V de Asse et partibus ejus, 1522

- Annotationes in XXIV. libros Pandectarum (1508)
- Commentarii linguae Graecae (1529)
- De Asse et Partibus (1514)